# 신궁경의회
신궁경의회(神宮敬義會)는 대한제국 말기에 신궁봉경회에서 분립된 신토 단체이다.
1909년 6월에 조선에도 신궁을 세워 제사를 지내자는 취지에서 발족한 신궁봉경회가 내분을 겪으며 그해 8월에 유사 단체인 신궁경의회가 설립되었다. 신궁봉경회 회장 김재순이 조직했다.
김재순은 단군과 일본 진무 천황의 위패를 함께 봉안하고 신토 의식을 거행한다는 취지에서 신궁경의회를 조직한 것으로 밝혔다. 처음 결성했을 때는 신궁봉경회에 합동을 요청하기도 했으나, 이후 신궁봉경회와는 별도로 이토 히로부미의 추도회를 개최하는 등 여러 가지 활동을 벌였다.
1909년 11월부터는 재정 문제로 곤란을 겪어 회원들에게 회비를 징수했다가 탈퇴하는 회원이 발생하기도 했다. 이에 김재순이 자금을 빌려 운영하기로 하였으며, 이듬해에는 탁지부에 북관묘를 사무소로 사용하겠다는 청원을 제출했다.
한일 병합 조약 체결을 앞둔 1910년 7월에는 전국에 지회를 설립하였고, 단군과 진무 천황의 위패를 봉안하여 신궁봉제회를 모방한 의식을 치르기도 했다. 이 무렵 한국평화협회와 연합 교섭도 벌였다.
그러나 회장인 김재순이 일본을 드나들며 고위 관료들과 친분이 있다거나 한일합방이 성사되면 자신이 입각할 것이라는 등 과장된 언사로 자금을 끌어들여 물의를 빚었다. 한일합방을 사흘 앞두고 김재순이 체포되어 활동이 중단되었다.

## 같이 보기
- 신궁봉경회

## 참고자료
- 친일인명사전편찬위원회 (2004년 12월 27일). 《일제협력단체사전 - 국내 중앙편》. 서울: 민족문제연구소. 191~192쪽쪽. ISBN 8995330724.
- 친일반민족행위진상규명위원회 (2006년 12월). 〈김재순〉 (PDF). 《2006년도 조사보고서 II - 친일반민족행위결정이유서》. 서울. 881~897쪽쪽. 발간등록번호 11-1560010-0000002-10. [깨진 링크(과거 내용 찾기)]